# Filmografia de Jodie Foster
Esta é a completa lista de trabalhos como atriz, diretora e produtora da norte-americana Jodie Foster.

## Como atriz
| Ano  | Título                                   | Papel                                    | Observações |
| ---- | ---------------------------------------- | ---------------------------------------- | --- |
| 1968 | Mayberry, R.F.D.                         | participação em 2 episódios              | série de TV |
| 1970 | Menace on the Mountain                   | Suellen McIver                           | TV |
| 1972 | Kansas City Bomber                       | Rita                                     | |
| 1972 | Napoleon and Samantha                    | Samantha                                 | |
| 1972 | My Sister Hank                           | Henrietta "Hank" Bennett                 | TV |
| 1972 | The Amazing Chan and the Chan Clan       | Anne Chan (voz)                          | série de TV |
| 1973 | Rookie of the Year                       | Sharon Lee                               | TV |
| 1973 | Alexander, Alexander                     | Sue                                      | TV |
| 1973 | The Addams Family                        | Pugsley (voz)                            | série de TV |
| 1973 | Kung Fu                                  | Alethea Patricia Ingram                  | série de TV |
| 1973 | Tom Sawyer                               | Becky Thatcher                           | |
| 1973 | One Little Indian                        | Martha McIver                            | |
| 1974 | Alice Doesn't Live Here Anymore          | Audrey                                   | |
| 1974 | Smile, Jenny, You're Dead                | Liberty Cole                             | TV |
| 1974 | Paper Moon                               | Addie Loggins                            | série de TV |
| 1975 | The Secret Life of T.K. Dearing          | T.K. Dearing                             | TV |
| 1976 | The Little Girl Who Lives Down the Lane  | Rynn Jacobs                              | Saturn Award - Melhor Atriz |
| 1976 | Freaky Friday                            | Annabel Andrews                          | Indicada - Globo de Ouro de melhor atriz por filme musical ou comédia |
| 1976 | Bugsy Malone                             | Tallulah                                 | Prêmio BAFTA de melhor atriz (coadjuvante/secundária) também por Taxi Driver |
| 1976 | Taxi Driver                              | Iris Steensma                            | Prêmio BAFTA de melhor atriz (coadjuvante/secundária) também por Bugsy Malone David Di Donatello Awards - Prêmio Especial por sua performance Kansas City Film Critics Circle Award de melhor atriz coadjuvante/secundária Los Angeles Film Critics Association Award de melhor atriz nova geração National Society of Film Critics Award de melhor atriz coadjuvante/secundária Indicada - Oscar de melhor atriz (coadjuvante/secundária) Indicada - New York Film Critics Circle Awards de melhor atriz coadjuvante/secundária |
| 1976 | Echoes of a Summer                       | Deirdre Striden                          | |
| 1977 | Candleshoe                               | Casey Brown                              | |
| 1977 | Casotto                                  | Teresina Fedeli                          | |
| 1977 | Stop Calling Me Baby! (Moi, fleur bleue) | Isabelle Tristan (tít. alt. Fleur bleue) | |
| 1980 | Foxes                                    | Jeanie                                   | Prêmio Young Artist de melhor atriz em longa-metragem |
| 1980 | Carny                                    | Donna                                    | |
| 1982 | O'Hara's Wife                            | Barbara O'Hara                           | |
| 1983 | Svengali                                 | Zoe Alexander                            | |
| 1984 | The Blood of Others (Le Sang des autres) | Hélène Bertrand                          | |
| 1984 | The Hotel New Hampshire                  | Frannie Berry                            | |
| 1986 | Mesmerized                               | Victoria Thompson                        | |
| 1987 | Siesta                                   | Nancy                                    | |
| 1987 | Five Corners                             | Linda                                    | Prêmio Independent Spirit de melhor atriz principal |
| 1988 | The Accused                              | Sarah Tobias                             | Oscar de melhor atriz David di Donatello de melhor atriz estrangeira Globo de Ouro de melhor atriz em filme dramático Kansas City Film Critics Circle Award de melhor atriz National Board of Review de melhor atriz Prêmio BAFTA de melhor atriz principal Chicago Film Critics Association Awards de melhor atriz New York Film Critics Circle Awards de melhor atriz |
| 1988 | Stealing Home                            | Katie Chandler                           | |
| 1990 | Catchfire                                | Anne Benton                              | |
| 1991 | Little Man Tate                          | Dede Tate                                | |
| 1991 | The Silence of the Lambs                 | Clarice Starling                         | br: O Silêncio dos Inocentes Oscar de melhor atriz principal Prêmio BAFTA de melhor atriz principal Chicago Film Critics Association Awards de melhor atriz principal Dallas-Fort Worth Film Critics Association de melhor atriz principal Fangoria Chainsaw Awards de melhor atriz principal Globo de Ouro de melhor atriz em filme dramático Jupiter Award de melhor atriz internacional Kansas City Film Critics Circle Award de melhor atriz principal London Film Critics' Circle de melhor atriz principal New York Film Critics Circle Awards de melhor atriz principal National Society of Film Critics Award de melhor atriz principal Indicada - Prêmio Saturno de melhor atriz principal Sant Jordi Awards de melhor atriz estrangeira |
| 1992 | Shadows and Fog                          | Prostituta                               | |
| 1993 | Sommersby                                | Laurel Sommersby                         | |
| 1994 | Nell                                     | Nell Kellty                              | David di Donatello de melhor atriz estrangeira SAG Award para Melhor Atriz (principal) em cinema Indicada - Oscar de melhor atriz Indicada - Globo de Ouro de melhor atriz em filme dramático |
| 1994 | Maverick                                 | Sr.ª Annabelle Bransford                 | |
| 1997 | Contact                                  | Dr. Eleanor Arroway                      | Prêmio Saturn de melhor atriz Indicada - Globo de Ouro de melhor atriz em filme dramático |
| 1997 | The X-Files                              | Betty (voz)                              | episódio "Never Again" |
| 1998 | The Uttmost                              | ela mesma                                | Documentário |
| 1998 | Psycho                                   | Mulher ao fundo                          | |
| 1999 | Anna and the King                        | Anna Leonowens                           | |
| 2002 | Panic Room                               | Meg Altman                               | Indicada - Prêmio Saturn de melhor atriz |
| 2002 | The Dangerous Lives of Altar Boys        | Irmã Assumpta                            | |
| 2003 | Abby Singer                              | ela mesma                                | |
| 2004 | A Very Long Engagement                   | Elodie Gordes                            | |
| 2005 | Flightplan                               | Kyle Pratt                               | Indicada - Prêmio Saturn de melhor atriz |
| 2005 | Statler and Waldorf: From the Balcony    | ela mesma                                | aparição especial no episódio 8 |
| 2006 | Inside Man                               | Madeline White                           | |
| 2007 | The Brave One                            | Erica Bain                               | Indicada - Globo de Ouro de melhor atriz em filme dramático |
| 2008 | Nim's Island                             | Alexandra Rover                          | |
| 2009 | The Simpsons                             | Maggie Simpson                           | TV, voz |
| 2010 | Motherhood                               | ela mesma                                | |
| 2011 | Carnage                                  | Penelope Longstreet                      | Indicada - Globo de Ouro de melhor atriz em filme musical ou comédia |
| 2011 | The Beaver                               | Meredith Black                           | |
| 2013 | Elysium                                  | Secretária Rhodes                        | |
| 2018 | Hotel Artemis                            | Enfermeira (The Nurse)                   | |
| 2021 | O Mauritano                              | Nancy Hollander                          | |
| 2023 | Nyad                                     | Bonnie Stoll                             | |

## Como diretora
| Ano  | Título                  | Observações                          |  |
| ---- | ----------------------- | ------------------------------------ |  |
| 1988 | Tales from the Darkside | (1 episódio, "Do Not Open This Box") |  |
| 1991 | Little Man Tate         |                                      |  |
| 1995 | Home for the Holidays   |                                      |  |
| 2014 | House of Cards          | (1 episódio, "Capítulo 22")          |  |
| 2016 | Money Monster           |                                      |  |
| 2017 | "Black Mirror"          | (Arkangel)                           |  |

## Como produtora
| Ano  | Título                            | Observações         |
| ---- | --------------------------------- | ------------------- |
| 1986 | Mesmerized                        | co-produtora        |
| 1994 | Nell                              |                     |
| 1995 | Home for the Holidays             |                     |
| 1998 | The Baby Dance                    | produtora-executiva |
| 2000 | Waking the Dead                   | produtora-executiva |
| 2002 | The Dangerous Lives of Altar Boys |                     |
| 2007 | The Brave One                     | produtora-executiva |